# Felice Bonomini

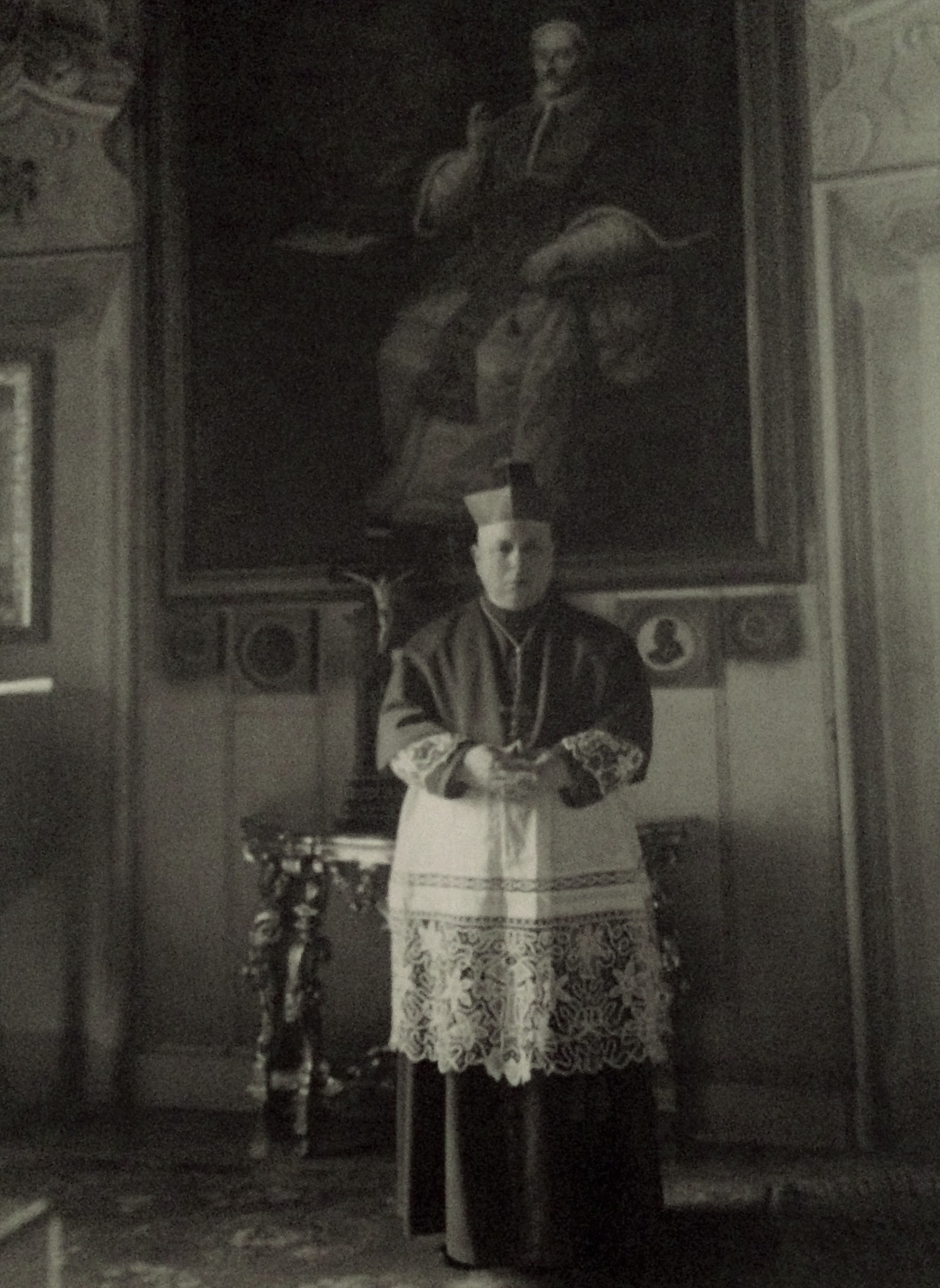
Bischof Felice Bonomini

Felice Bonomini (* 18. März 1895 in Mocasina, Provinz Brescia, Italien; † 1. November 1974 in Como) war römisch-katholischer Bischof von Terni und von Como.

## Leben

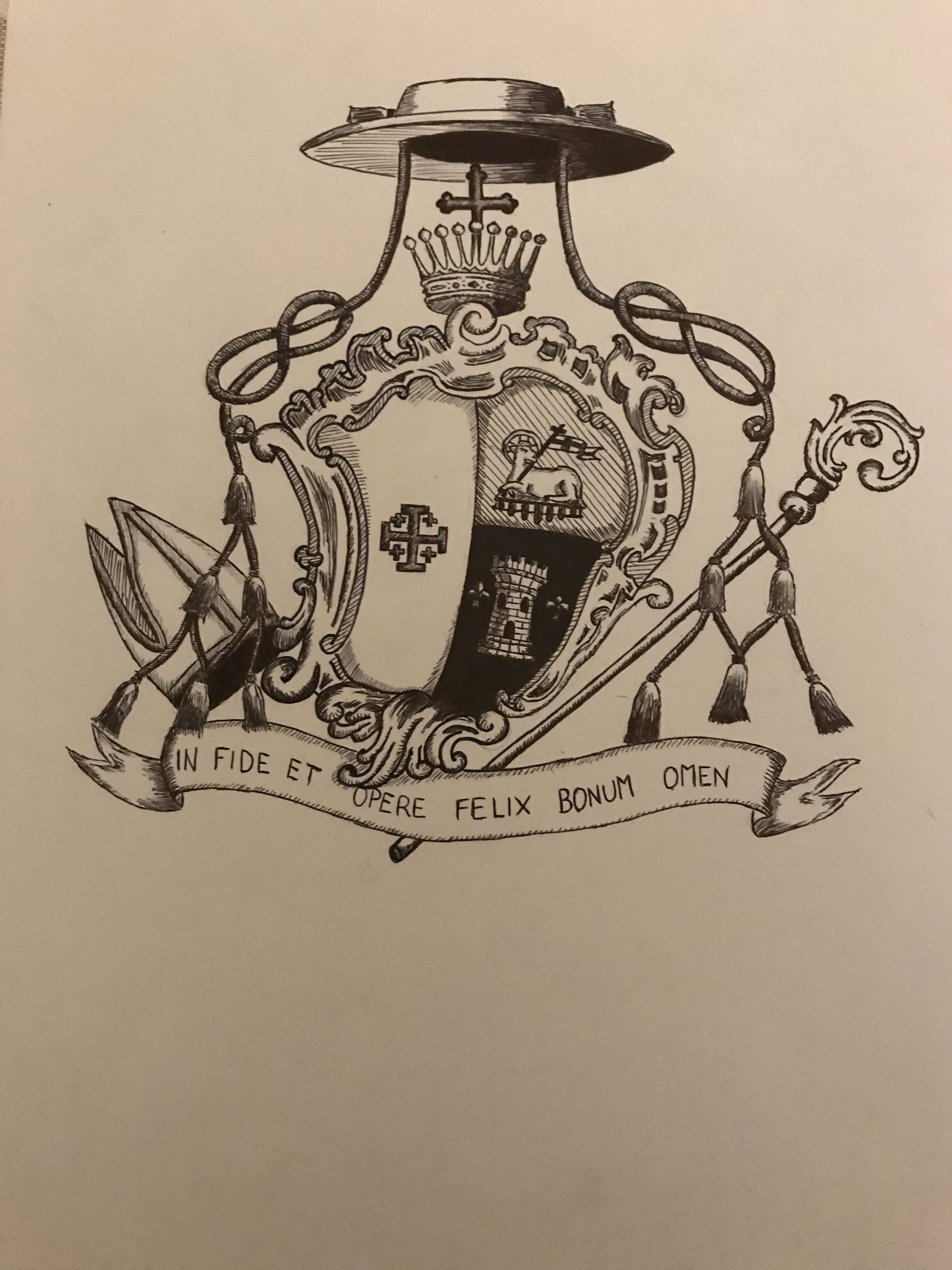
Bischofswappen in der späten Fassung

Felice Bonomini empfing die Priesterweihe am 17. Dezember 1921. Er wurde von Papst Pius XII. 1940 zum Bischof des Bistums Terni-Narni-Amelia. Die Bischofsweihe spendete ihm am 27. Oktober 1940 Giacinto Tredici, Bischof von Brescia. 1947 wurde er zum Bischof des Bistums Como ernannt. Felice hatte die X. Diözesansynode vom 23. bis 24. September 1953 im Dom zu Como abgehalten, um die kanonische Gesetzgebung an die neuen Anforderungen der Zeit anzupassen.
Am 29. September 1966 hatte er die von Giovanni Folci (gestorben 31. März 1963) in Valle Colorina gegründete die Associazione dei sacerdoti di Gesù Crocifisso kanonisch eingesetzt, um sichere Berufungen für das Priesterseminar und das Ordensleben zu entdecken und auszubilden, während der weibliche Zweig der Ancelle del Santo Crocifisso, der für den gleichen Zweck gedacht war, bereits 1927 genehmigt worden war. Er sorgte auch für die Seminare und modernisierte das theologische Seminar, an dem er zwischen 1958 und 1960 die Kirche der Immacolata errichten ließ. Auf dem Hügel von Muggiò errichtete er zwischen 1964 und 1966 das neue Seminario minore und in Ortschaft Arnoga in Valdidentro die Sommervilla für die Seminaristen. Kurz nach dem Kleinen Seminar weihte Felice im Herbst 1967 das neue Istituto Santa Chiara, das von den Figlie di Gesù gebaut wurde, die vom alten Standort in der Via Milano umgezogen waren, und das mit einem florierenden Internat und mehreren Schulen vom Kindergarten bis zum Gymnasium ausgestattet ist. Felice auch bei allen Sitzungen des Zweiten Vatikanischen Konzils von 1962 bis 1965 anwesend und nahm an den Seligsprechungen von Papst Innozenz XI. am 7. Oktober 1956 und von Luigi Guanella am 25. Oktober 1964 im Petersdom teil.
Sein Eifer, den Kranken zu helfen, führte zu einer neuen Ordnung des religiösen Dienstes in einigen Krankenhäusern der Diözese. Er vertraute sich nämlich den Kamillianer an, die bereits von 1950 bis 1972 in Marchirolo und 1945 in Sondalo tätig waren, und übernahm den Pflegedienst im allgemeinen Krankenhaus der Provinz Sondrio und 1976 im Allgemeinen Krankenhaus der Provinz Sant’Anna in Como. Am 12. September 1970 ernannte Papst Paul VI. den Weihbischof von Mailand Teresio Ferraroni zum Koadjutor mit dem Recht der Nachfolge des Bischofs von Como; Felice empfing ihn offiziell am 25. Oktober 1970. Nach vier Jahren starb Bonomini im Bischofsamt.